# Twierdzenie Ehrenfesta
Twierdzenie Ehrenfesta – podaje w jaki sposób zmieniają się w czasie wartości oczekiwane operatora położenia i pędu cząstki w mechanice kwantowej. Okazuje się, że zmiany te zachodzą w sposób analogiczny do mechaniki klasycznej.
Twierdzenie to zostało sformułowane i udowodnione przez Paula Ehrenfesta.

## Wyprowadzenie wzoru
(1) Przyjmujemy obraz Schrödingera, tj. zakładamy, że wektory stanu opisujące układy fizyczne zależą od czasu, ale operatory (obserwable) nie zależą od czasu. Szybkość zmian wartości oczekiwanej {\displaystyle \langle {\hat {A}}\rangle } operatora {\displaystyle {\hat {A}}} wyraża wzór:
{\displaystyle {\frac {\mathrm {d} }{\mathrm {d} t}}\langle {\hat {A}}\rangle =\langle \alpha _{s}(t)\vert {\frac {\partial }{\partial t}}{\hat {A}}\vert \beta _{s}(t)\rangle +{\frac {1}{\mathrm {i} \hbar }}\langle \alpha _{s}(t)\vert [{\hat {A}},{\hat {H}}]\vert \beta _{s}(t)\rangle ,}
{\displaystyle {\frac {\mathrm {d} }{\mathrm {d} t}}\langle {\hat {A}}\rangle =\langle \psi \vert {\frac {\partial }{\partial t}}{\hat {A}}\vert \psi \rangle +{\frac {1}{\mathrm {i} \hbar }}\langle \psi \vert [{\hat {A}},{\hat {H}}]\vert \psi \rangle .}
Ponieważ operator {\displaystyle {\hat {A}}} nie zależy jawnie od czasu, to wzór powyższy upraszcza się
{\displaystyle {\frac {\mathrm {d} }{\mathrm {d} t}}\langle {\hat {A}}\rangle ={\frac {1}{\mathrm {i} \hbar }}\langle \psi \vert [{\hat {A}},{\hat {H}}]\vert \psi \rangle .}
Poniżej wyznaczone zostaną szybkości zmian w czasie wartości oczekiwanych operatorów pędu i położenia cząstki, której stan kwantowy jest opisany wektorem {\displaystyle \vert \psi (t)\rangle .}
(2) Wartości oczekiwana operatora pędu
Jeżeli za operator {\displaystyle {\hat {A}}} wstawi się operator pędu, to otrzyma się
{\displaystyle {\hat {A}}={\hat {\boldsymbol {p}}}=-i\hbar \nabla ,}
{\displaystyle {\hat {H}}=-{\frac {\hbar ^{2}}{2m}}\nabla ^{2}+U({\boldsymbol {r}}),}
{\displaystyle {\frac {\mathrm {d} }{\mathrm {d} t}}\langle {\hat {\boldsymbol {p}}}\rangle =\langle \psi \vert [{\hat {\boldsymbol {p}}},{\hat {H}}]\vert \psi \rangle .}
Obliczając komutator {\displaystyle [{\hat {\boldsymbol {p}}},{\hat {H}}],} otrzyma się:
{\displaystyle [{\hat {\boldsymbol {p}}},{\hat {H}}]=[-\mathrm {i} \hbar \nabla ,-{\frac {\hbar ^{2}}{2m}}\nabla ^{2}+U({\boldsymbol {r}})]=[-\mathrm {i} \hbar \nabla ,-{\frac {\hbar ^{2}}{2m}}\nabla ^{2}]+[-\mathrm {i} \hbar \nabla ,U({\boldsymbol {r}})].}
Ponieważ:
{\displaystyle [-\mathrm {i} \hbar \nabla ,-{\frac {\hbar ^{2}}{2m}}\nabla ^{2}]=0}
oraz
{\displaystyle [-\mathrm {i} \hbar \nabla ,U({\boldsymbol {r}})]f({\boldsymbol {r}})=-\mathrm {i} \hbar \nabla Uf-U(-\mathrm {i} \hbar \nabla f)=-\mathrm {i} \hbar f\nabla U-\mathrm {i} \hbar U\nabla f+\mathrm {i} \hbar U\nabla f=(-\mathrm {i} \hbar \nabla U)f,}
to otrzyma się
{\displaystyle {\frac {\mathrm {d} }{\mathrm {d} t}}\langle {\hat {\boldsymbol {p}}}\rangle ={\frac {1}{\mathrm {i} \hbar }}\langle \psi \vert -\mathrm {i} \hbar \nabla U({\boldsymbol {r}})\vert \psi \rangle =\langle \psi \vert -\nabla U({\boldsymbol {r}})\vert \psi \rangle .}
(3) Wartości oczekiwana operatora położenia
Jeżeli za operator {\displaystyle {\hat {A}}} wstawi się operator położenia, to otrzyma się
{\displaystyle {\frac {\mathrm {d} }{\mathrm {d} t}}\langle {\hat {\boldsymbol {r}}}\rangle ={\frac {1}{\mathrm {i} \hbar }}\langle \psi \vert [{\hat {\boldsymbol {r}}},{\hat {H}}]\vert \psi \rangle .}
Ponieważ:
{\displaystyle [{\hat {\boldsymbol {r}}},{\hat {H}}]=[{\hat {\boldsymbol {r}}},-{\frac {\hbar ^{2}}{2m}}\nabla ^{2}+U({\boldsymbol {r}})]=-{\frac {\hbar ^{2}}{2m}}[{\hat {\boldsymbol {r}}},\nabla ^{2}]+\underbrace {[{\hat {\boldsymbol {r}}},U({\boldsymbol {r}})]} _{=0}}
oraz
{\displaystyle {\begin{aligned}&[{\hat {\boldsymbol {r}}},\nabla ^{2}]=\left[x_{1}{\boldsymbol {e}}_{1}+x_{2}{\boldsymbol {e}}_{2}+x_{3}{\boldsymbol {e}}_{3},{\frac {\partial ^{2}}{\partial x_{1}^{2}}}+{\frac {\partial ^{2}}{\partial x_{2}^{2}}}+{\frac {\partial ^{2}}{\partial x_{3}^{2}}}\right]\\&=-2\nabla \left[x,{\frac {\partial ^{2}}{\partial x^{2}}}\right]f(x)=\left(x{\frac {\partial ^{2}}{\partial x^{2}}}-{\frac {\partial ^{2}}{\partial x^{2}}}x\right)f(x)=\ldots =-2{\frac {\partial }{\partial x}}f,\end{aligned}}}
to
{\displaystyle [{\hat {\boldsymbol {r}}},{\hat {H}}]={\frac {\hbar ^{2}}{m}}\nabla .}
I ostatecznie mamy:
{\displaystyle {\frac {\mathrm {d} }{\mathrm {d} t}}\langle {\hat {r}}\rangle ={\frac {1}{\mathrm {i} \hbar }}{\Big \langle }\psi {\Bigg \vert }{\frac {\hbar ^{2}}{m}}\nabla {\Bigg \vert }\psi {\Big \rangle }={\Big \langle }\psi {\Bigg \vert }{\frac {\hat {p}}{m}}{\Bigg \vert }\psi {\Big \rangle }.}
(4) Reasumując:
{\displaystyle {\frac {\mathrm {d} }{\mathrm {d} t}}\langle {\hat {\boldsymbol {r}}}\rangle ={\Big \langle }{\frac {\hat {\boldsymbol {p}}}{m}}{\Big \rangle },}
{\displaystyle {\frac {\mathrm {d} }{\mathrm {d} t}}\langle {\hat {\boldsymbol {p}}}\rangle =\langle -\nabla U\rangle .}
Dwa ostatnie wzory stanowią treść twierdzenia Ehrenfesta. Wartości oczekiwane oblicza się bądź dla odpowiednio dużego zespołu cząstek bądź odpowiednio długich czasów.
{\displaystyle \Delta S=E\Delta t>>\hbar .}
Twierdzenie Ehrenfesta jest ścisłym sformułowaniem intuicyjnej, wcześniej sformułowanej przez Bohra zasady korespondencji, która głosi, iż:
dla {\displaystyle \Delta S\gg \hbar } układ kwantowy podlega równaniom ruchu mechaniki klasycznej.
Twierdzenie Ehrenfesta pokazuje, że dla układów fizycznych spełniających szczególne wymagania (tzw. układów klasycznych) prawa mechaniki kantowej przechodzą w prawa mechaniki klasycznej w tym sensie, że:
1. wartości oczekiwane operatorów kwantowomechanicznych odpowiadają wartościom wielkości fizycznych mechaniki klasycznej
2. zmiana w czasie wartości oczekiwanych operatorów kwantowomechanicznych jest opisana prawami niemal identycznymi jak prawa mechaniki klasycznej, wyrażające zależności od czasu odpowiadających tym operatorom wielkości fizycznych.

Wnioski z twierdzenia Ehrenfesta:
1. prawa mechaniki klasycznej są szczególnym przypadkiem mechaniki kwantowej,
2. istnieją układy fizyczne, które nie stosują się do praw mechaniki klasycznej.

Przykładem poprawności twierdzenia Ehrenfesta jest paczka trojańska, dla której trajektoria wartości oczekiwanej operatorów pędu i położenia w przestrzeni fazowej jest kołem, a zlokalizowany gaussowski pakiet falowy również porusza się po okręgu.

## Uogólnione twierdzenie Ehrenfesta
Uogólnione twierdzenie Ehrenfesta, podane i udowodnione przez Heisenberga, łączy szybkość zmian w czasie wartości oczekiwanej dowolnego operatora z wartością oczekiwaną komutatora tego operatora z hamiltonianem układu. Głosi ono, że
{\displaystyle {\frac {\mathrm {d} }{\mathrm {d} t}}\langle {\hat {A}}\rangle ={\frac {1}{\mathrm {i} \hbar }}\langle [{\hat {A}},{\hat {H}}]\rangle +\left\langle {\frac {\partial {\hat {A}}}{\partial t}}\right\rangle ,}
gdzie {\displaystyle {\hat {A}}} jest pewnym operatorem kwantowomechanicznym, zaś {\displaystyle \langle \dots \rangle } oznacza wartością oczekiwaną danego wyrażenia operatorowego. Uogólnione twierdzenie Ehrenfesta stanowi odpowiednik twierdzenia Liouville’a mechaniki klasycznej.